# توماس يفرتون دونالدسون
توماس يفرتون دونالدسون (بالإنجليزية: Thomas Leverton Donaldson)‏ (19 أكتوبر 1795 - 1 أغسطس 1885) مِعماري بريطاني، عرف كرائدة في مجال التعليم المعماري، وأحد مؤسسي ورئيس المعهد الملكي للمعماريين البريطانيين والفائز بجائزة الربا من المعهد الملكي البريطاني.

## حياته
ولد دونالدسون في ساحة دار بلومزبري في لندن، وهو الابن الأكبر للمهندس المعماري، جيمس دونالدسون. كان خاله توماس يفرتون (1743-1824) طرازه المعماري المتميز في بعض الأحيان مع المجموعة الجنوبية لساحة بدفورد في لندن 
سافر دونالدسون إلى الخارج بعد أن ترك المدرسة، والحصول على وظيفة كتابية مع تاجر على رأس الرجاء الصالح قبل التطوع لرحلة استكشافية للهجوم على جزيرة تسيطر عليها فرنسا من موريشيوس. وعندما عاد إلى لندن، ,وظفة في مكتب والده، قبل زيارته لإيطاليا واليونان لتوسيع نطاق خبرته. وكان أول عمل مهم له هو كنيسة الثالوث الأقدس في جنوب كنسينغتون، لندن (بني 1826-1829).
مع جاك إينياس هيتورف وتشارلز روبرت، كان دونالدسون أيضا عضوا في لجنة التي شكلت في عام 1836 لتحديد ما إذا كان الرخام الجين وغيرها من التماثيل اليونانية في المتحف البريطاني قد الملونة في الأصل (انظر المعاملات من المعهد الملكي للمعماريين البريطانيين ل1842 )